# حسین‌آباد (کمین)
حسین‌آباد یک روستا در ایران است که در دهستان کمین شهرستان پاسارگاد واقع شده‌است. حسین‌آباد ۳۶ نفر جمعیت دارد.